# Sebastian Małkowski
Sebastian Małkowski (ur. 2 marca 1987 w Tczewie) – polski piłkarz występujący na pozycji bramkarza w angielskim klubie Frickley Athletic. Wychowanek Wisły Tczew, w swojej karierze grał także w takich zespołach jak Olimpia Sztum, Lechia Gdańsk, Bytovia Bytów oraz Zawisza Bydgoszcz. 26 marca 2011 roku zadebiutował w reprezentacji Polski podczas przegranego 0:2 towarzyskiego spotkania z Litwą.

## Statystyki

### Reprezentacyjne
| Reprezentacja | Rok     | Mecze | Bramki |
| ------------- | ------- | ----- | ------ |
| Polska        | 2011    | 1     | 0      |
| Łącznie       | Łącznie | 1     | 0      |

| Mecze i gole w reprezentacji | Mecze i gole w reprezentacji | Mecze i gole w reprezentacji | Mecze i gole w reprezentacji | Mecze i gole w reprezentacji | Mecze i gole w reprezentacji | Mecze i gole w reprezentacji |
| #                            | Data                         | Miasto                       | Przeciwnik                   | Gol                          | Wynik                        | Rozgrywki                    |
| ---------------------------- | ---------------------------- | ---------------------------- | ---------------------------- | ---------------------------- | ---------------------------- | ---------------------------- |
| 13.                          | 25 marca 2011                | Kowno                        | Litwa                        |                              | 0:2                          | towarzyski                   |